# Třída Re d'Italia
Třída Re D'Italia byla třída obrněných fregat Italského královského námořnictva. Celkem byly postaveny dvě jednotky této třídy. Ve službě byly v letech 1864–1875. Roku 1866 se účastnily bitvy u Visu, přičemž Re D'Italia byla potopena.

## Stavba
Stavba dvou jednotek této třídy proběhla v letech 1861–1864 v americké loděnici Webb v New Yorku.
Jednotky třídy Re D'Italia:
| Jméno            | Loděnice | Založení kýlu      | Spuštěna       | Vstup do služby | Poznámka                                                         |
| ---------------- | -------- | ------------------ | -------------- | --------------- | ---------------------------------------------------------------- |
| Re D'Italia      | Webb     | 21. listopadu 1861 | 18. dubna 1863 | 14. září 1864   | Dne 20. července 1866 potopena v bitvě u Visu.                   |
| Re di Portogallo | Webb     | prosinec 1861      | 29. srpna 1863 | 23. srpna 1864  | Od roku 1871 dělostřelecká cvičná loď. Vyřazena 31. března 1875. |

## Konstrukce

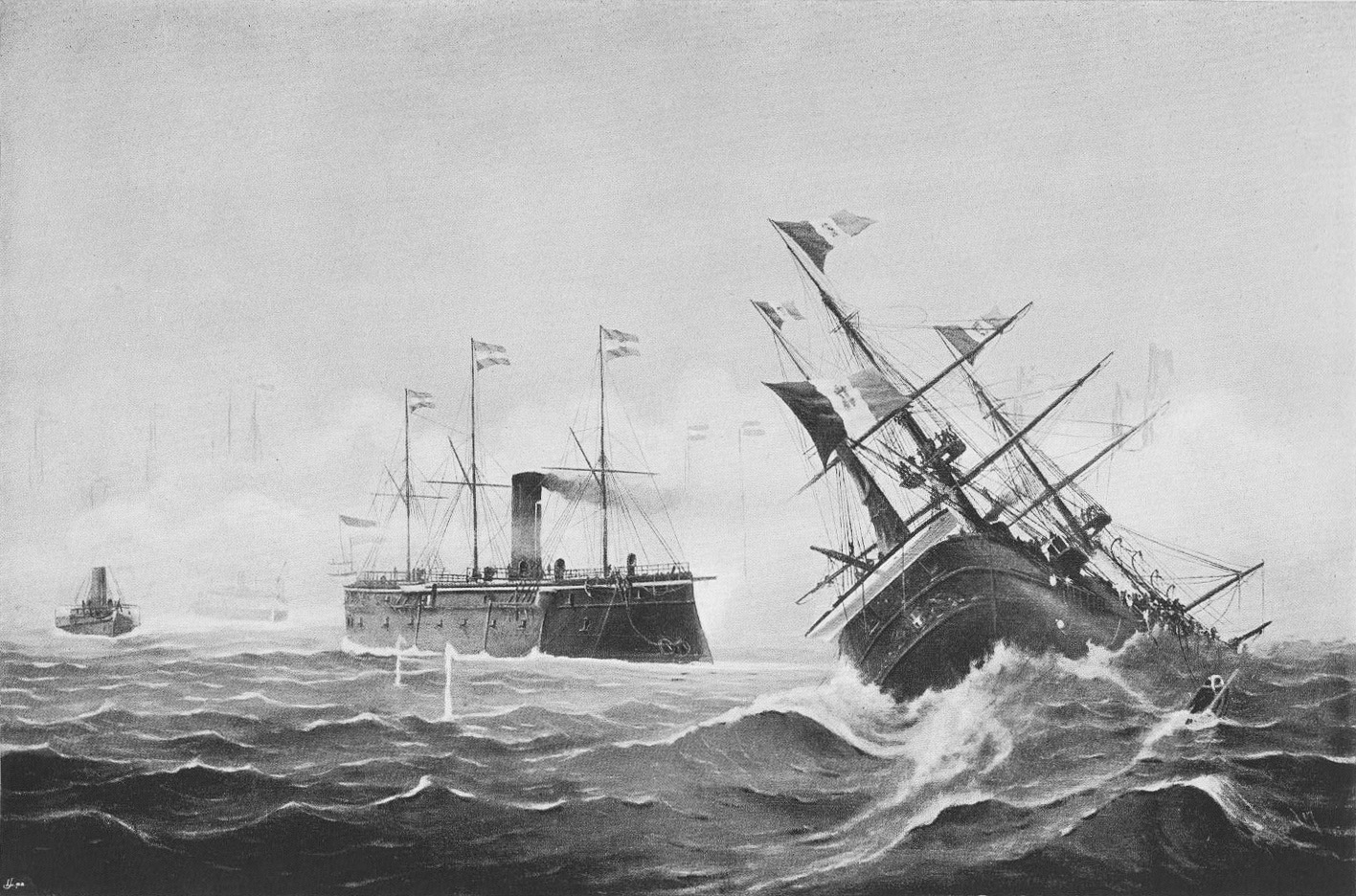
Potopení Re D'Italia v bitvě u Visu

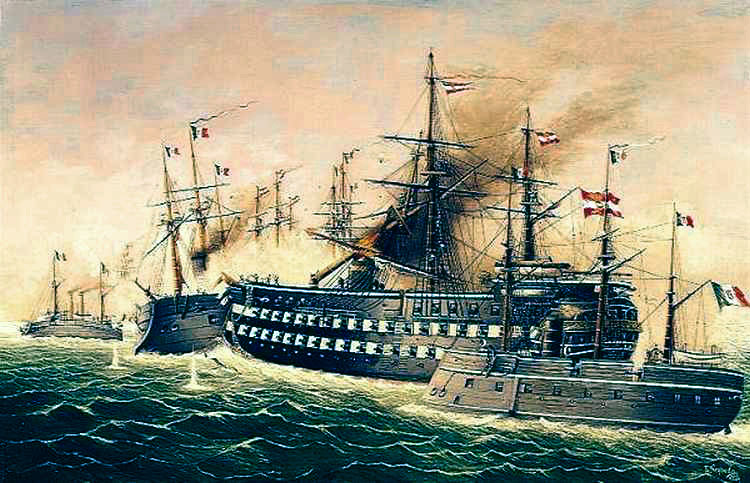
SMS Kaiser taranuje Re di Portogallo v bitvě u Visu

Plavidla měla dřevěné trupy chráněné pancéřováním. Lišily se svou výzbrojí. Zatímco Re D'Italia nesla šest 203mm kanónů (72liberních) a třicet dva 164mm kanónů, její sesterská loď Re di Portogallo nesla dva 254mm kanóny a dvacet šest 164mm kanónů. Pohonný systém tvořily čtyři kotle a parní stroj o výkonu 1845 ihp, pohánějící jeden lodní šroub. Nejvyšší rychlost dosahovala 10,8 uzlu. Dosah byl 1800 námořních mil při rychlosti 10,5 uzlu. Pomocnou roli hrály plachty. Plavidla dostala takeláž trojstěžňového barku.

### Modifikace
Od roku 1870 Re di Portogallo nesla dva 254mm kanóny, šest 203mm kanónů a dvanáct 164mm kanónů. Od roku 1871 nesla dvacet 203mm kanónů, dva 120mm kanóny a osm 80mm kanónů.